# أبو يحيى بن إجيت الهنتاتي
أبو يحيى بن إجيت الهنتاتي هو زعيم بربري مصمودي من قبيلة هنتاتة في الأطلس الكبير. وهو عضو في مجلس العشرة ، السلطة الأعلى في الحركة الموحدية.

## فهرست المراجع
- Ernest Mercier (1894). Histoire de l'Afrique septentrionale (Berbérie) depuis les temps les plus reculés jusqu'à la conquête française (1830) (بالفرنسية). Paris: Ernest Leroux. p. 477. Mercier1888. Archived from the original on 2024-04-24.
- الناصري. الاستقصا. ص. 283. al-Nasiri1927. مؤرشف من الأصل في 2022-04-07.